# Dick Corporaal
Derk (Dick) Corporaal (Zwolle, 2 november 1936 – Nunspeet, 30 oktober 2019) was een Nederlands politicus van de ARP en later het CDA.
Na de mulo ging hij thuis op de boerderij werken. Naast zijn werk studeerde hij schriftelijk voor het staatsexamen gymnasium en was hij actief in de ARJOS (Anti Revolutionaire JOngeren Studieclubs; de jongerenorganisatie van de ARP) waar hij in 1960 de secretaris werd. In 1966 werd hij de adjunct-secretaris van de ARP en in juli 1973 volgde hij Willem de Kwaadsteniet op als partijsecretaris. Bovendien kwam hij in 1973 in Moordrecht voor de Protestants Christelijke Partij (lokale samenwerking met onder andere de ARP) in de gemeenteraad. In augustus 1979 werd Corporaal benoemd tot burgemeester van Leerdam. In deze functie kreeg hij te maken met de aanslag op de Centrumpartij en de Centrum Democraten in Kedichem in 1986. In juni 1991 volgde zijn benoeming tot burgemeester van Zwijndrecht wat hij tot zijn pensionering in november 2001 zou blijven.
Daarna ging hij wonen in Nunspeet. Op verzoek van de commissaris van de Koningin deed hij onderzoek naar de bestuurlijke en ambtelijke problematiek in de gemeente Alblasserdam. Kort nadat hij in 2007 daarover een rapport had geschreven stapte burgemeester Ad van den Bergh op. In 2019 overleed Corporaal op bijna 83-jarige leeftijd.